# Achatinella abbreviata
Achatinella abbreviata es una especie extinta de molusco gasterópodo de la familia Achatinellidae en el orden de los Stylommatophora.

## Distribución geográfica
Fue endémica de la isla de Oahu en el archipelago de Hawái.